# Werkplanung und Steinbearbeitung im Mittelalter

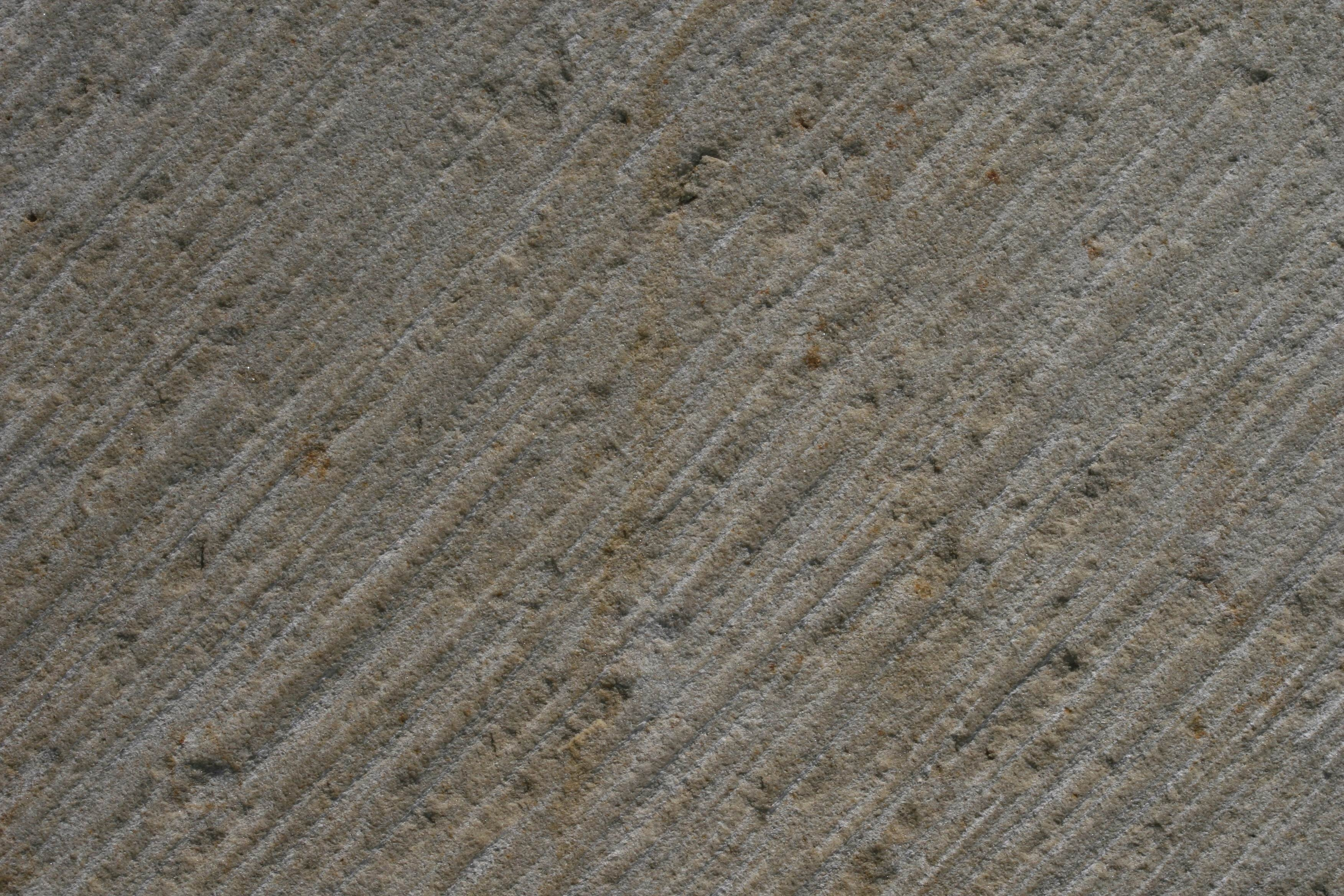
Ein Sandstein, der als Muster für eine mittelalterliche Steinoberfläche bearbeitet wurde. Es handelt sich um eine sogenannte gebeilte Oberfläche, die mit einer sogenannten Glattfläche beidhändisch geführt hergestellt wurde. Sie zeigt unverkennbare deutliche Oberflächenspuren.

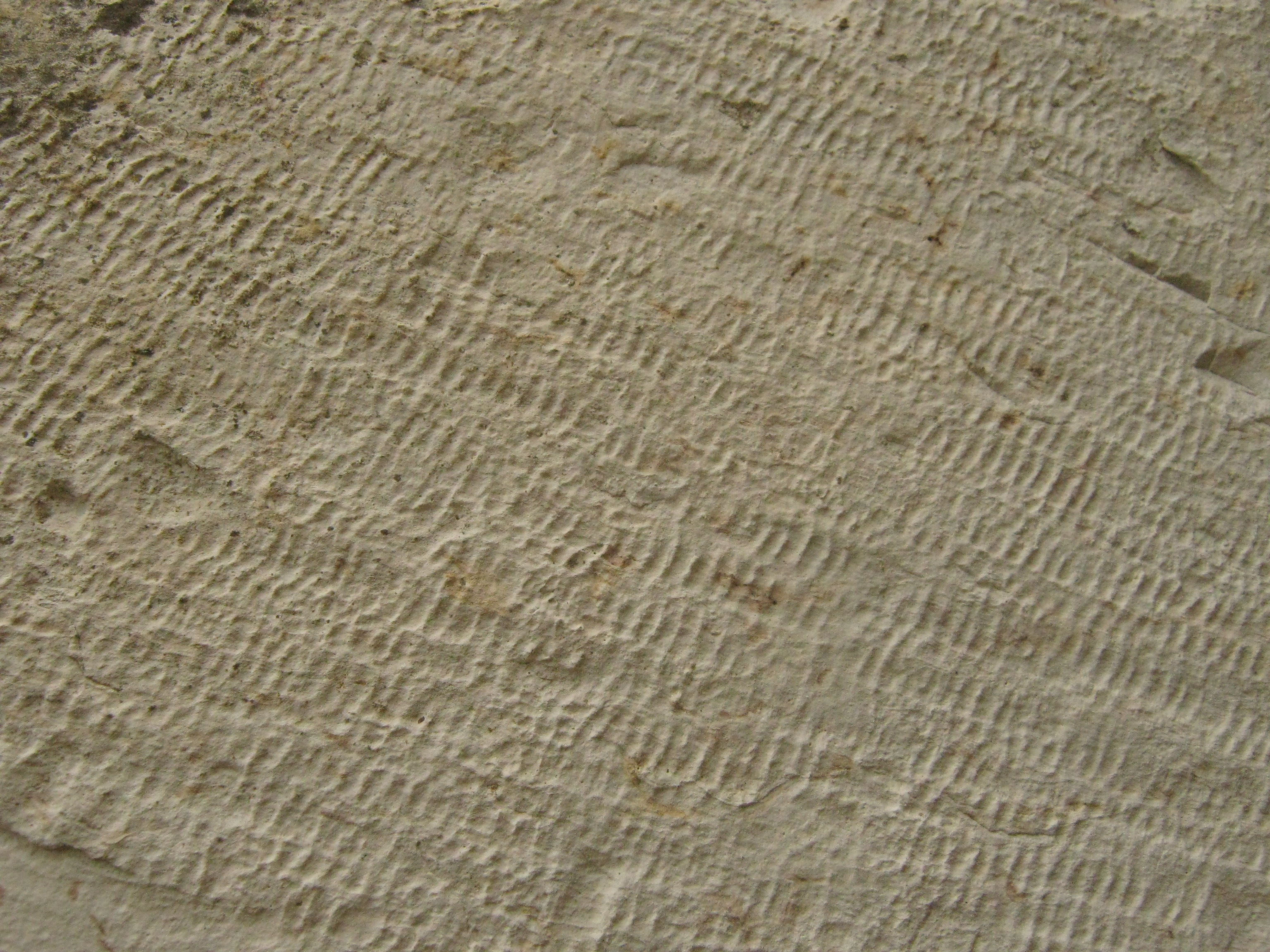
Die Steinoberfläche eines Weichgesteins, der mit einer sogenannten Zahnfläche bearbeitet wurde.

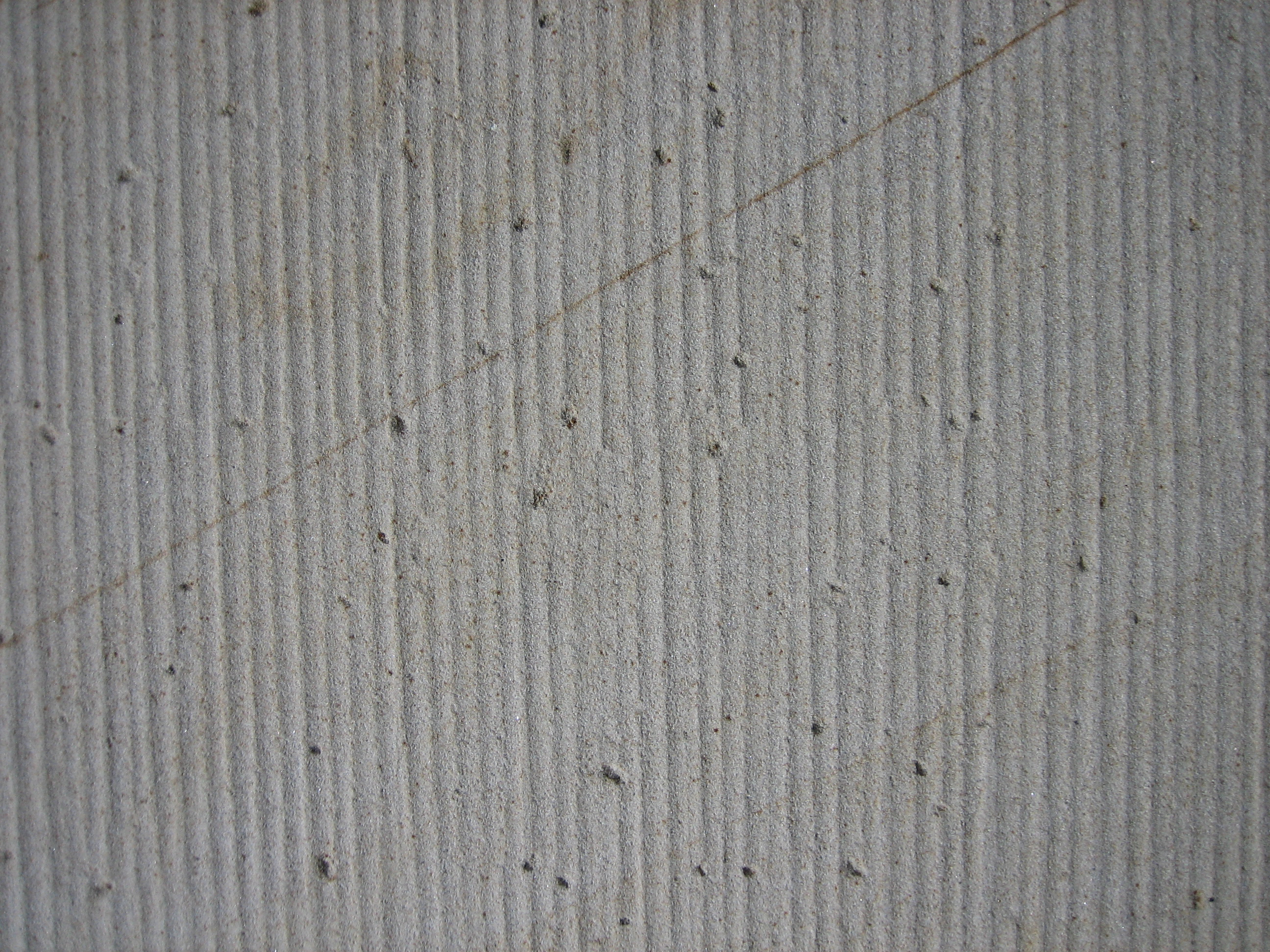
Eine scharrierte Steinoberfläche, die typisch für die Gotische Zeit ist.

Werkplanung und Steinbearbeitung im Mittelalter ist der Titel eines Sachbuchs von Peter Völkle, das im September 2016 im Ebner Verlag Ulm erschien. Die zweite, unveränderte Auflage kam im März 2017 heraus. Das Buch befasst sich mit den handwerklichen Techniken, die für Bauten aus Naturstein in der Zeit von 1000 bis 1500 in Mitteleuropa angewendet wurden. Es werden die handwerkstechnischen Grundlagen der Steinbautechnik im Zeitraum der Romanik und Gotik umfassend dargestellt. Darüber hinaus erweitert dieses neue Sachbuch das bisherige Standardwerk über die historische Steinflächenbearbeitung von Karl Friederich aus dem Jahr 1932 nicht nur umfassend, sondern löst es ab. Ferner gelingt es dem Sachbuchautor, dem derzeitigen Betriebsleiter der Bauhütte des Berner Münsters (Stand 2024), der Nachweis, dass es im Mittelalter eine systematische Werkplanung gegeben habe.

## Inhalt
Im Wesentlichen gliedert sich das Fachbuch in zwei Abschnitte. Im ersten Abschnitt wird der Zusammenhang von Konstruktionszeichnungen, Planrissen, Werkzeugspuren auf Steinoberflächen, Steinbearbeitungswerkzeuge, Hilfswerkzeuge wie Richtscheit, Winkel, Zirkel und Reißfeder und Farbfassungen im mittelalterlichen Baubetrieb hergestellt. Diese Baudetails bilden bedeutsame historische Quellen. Ferner sind Ritzlinien, Löcher von Transportzangen und sichtbare Gerüstlöcher als historische Spuren zu berücksichtigen. Völkle geht nicht nur auf die historischen Steinoberflächen der Gotik und Romanik ein, sondern auch auf die Steinbearbeitungsmethoden in ihrer Veränderung im Zeitablauf mit den dazugehörigen Werkzeugen. Ferner widmet er der Steinbearbeitung der antiken römischen Steinmetze ein eigenes Kapitel.
Völkle zeigt in einem ausführlich bebilderten zweiten Abschnitt am Beispiel der Herstellung eines steinernen Baldachins die Anwendung der entsprechenden handwerklichen Arbeitstechniken, Hilfsmittel und steinbearbeitender Werkzeuge.
Die Interpretation und zeitliche Zuordnung der Werkzeugspuren auf historischen Bauwerken sind laut Völkle nicht einfach zu lesen. Sie bilden allerdings eine wichtige historische Quelle und ihr Erhalt und die Dokumentation der Spuren auf den Steinoberflächen stellen eine bedeutende denkmalpflegerische Aufgabe dar. Daneben sind für historische Daten auch die Fugenausbildung, der Mörtel und weitere Baudetails zu berücksichtigen. Nach Völkle kann man aus den Spuren der Steinbearbeitung wichtige zusätzliche Erkenntnisse gewinnen und Bauabschnitte an historischen Steinbauwerken datieren.
Völkle erfasst historische Steinoberflächen systematisch und entschied sich, nachdem er zehn Jahre geforscht hatte, seine Erkenntnisse in Buchform herauszubringen.

Abbildung einiger historisch verwendeter Steinmetzwerkzeuge, die unterschiedliche Spuren hinterlassen
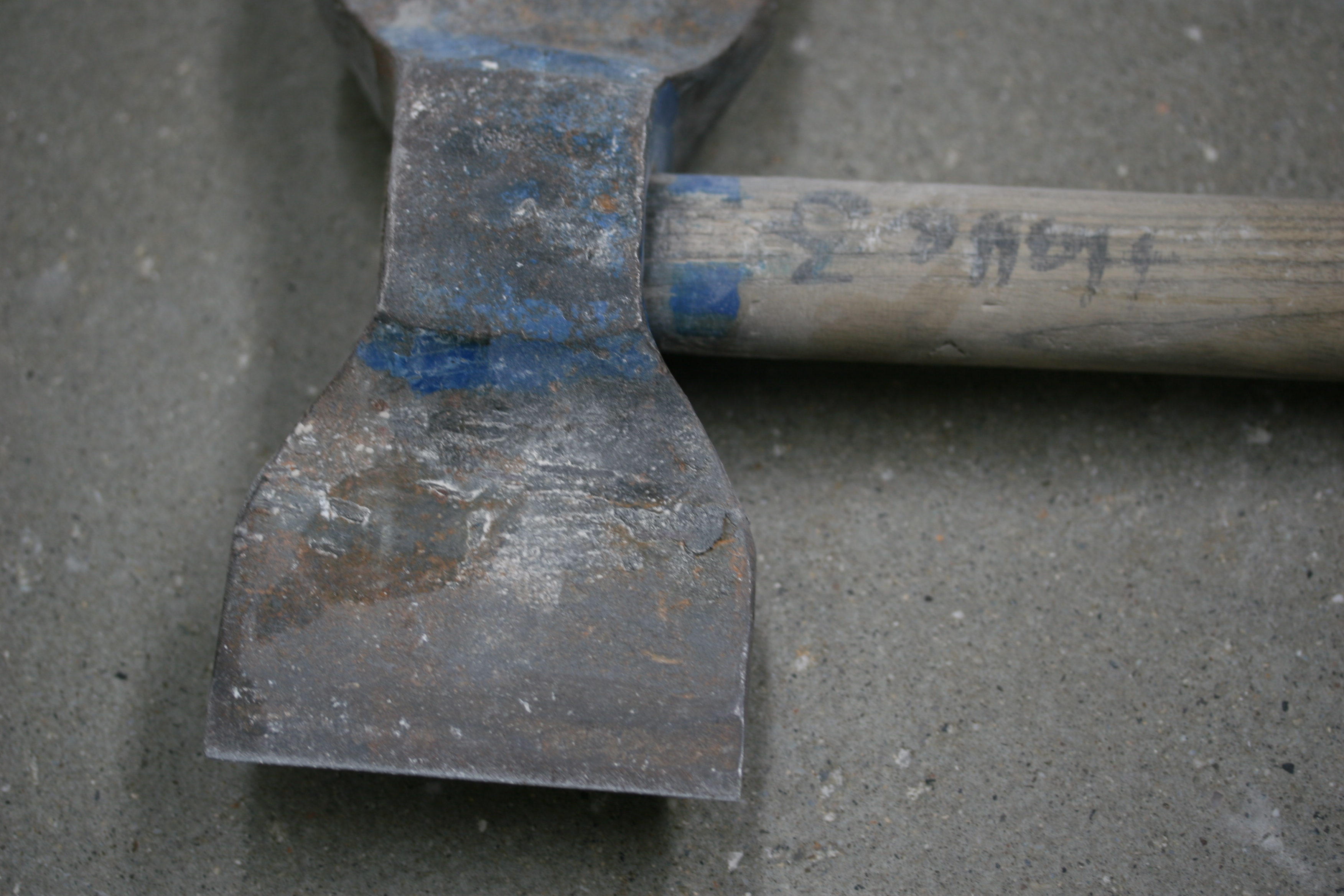
Abbildung der Schneide einer Glattfläche
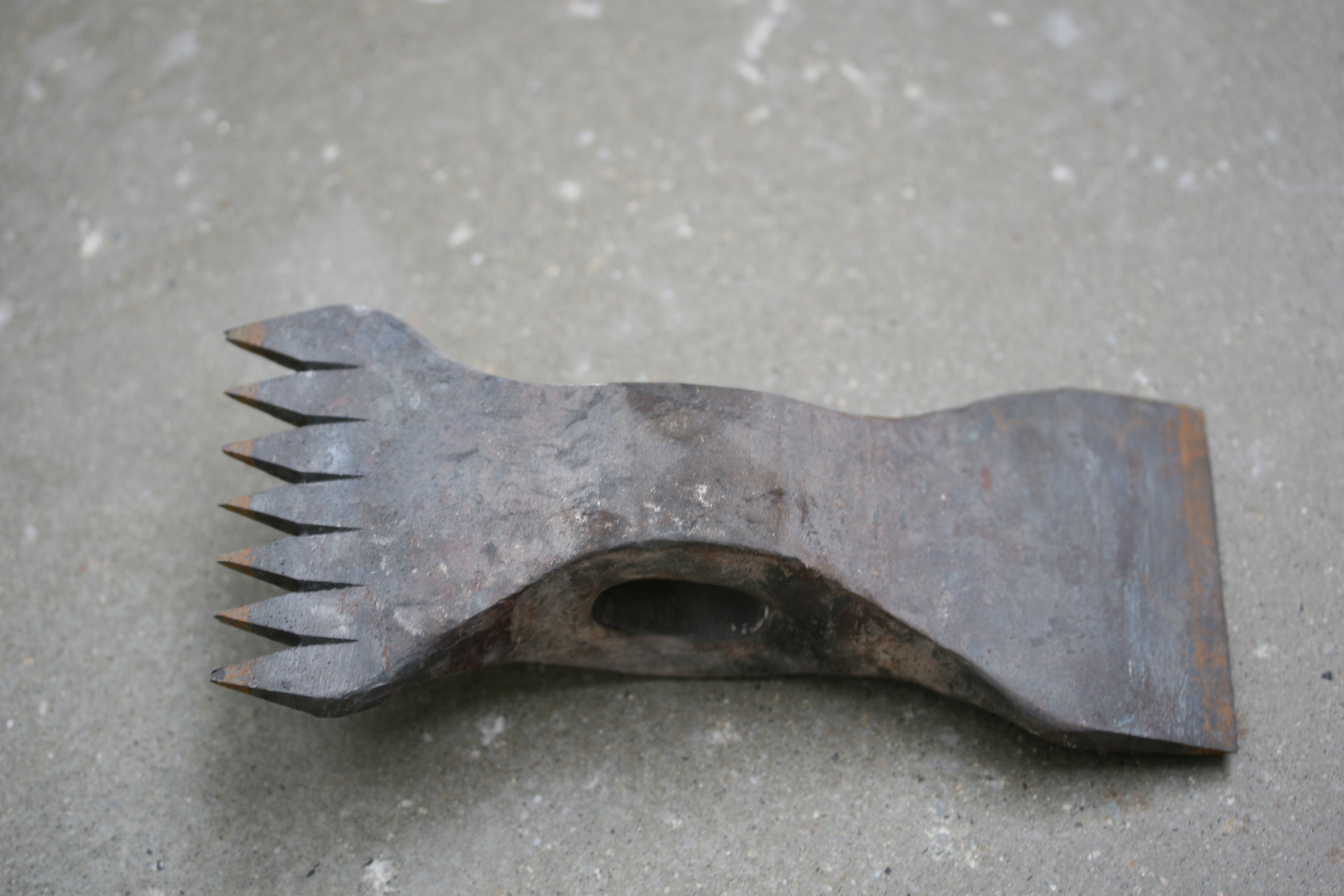
Links ist auf der Steinfläche die Ausbildung einer Zahnfläche erkennbar.
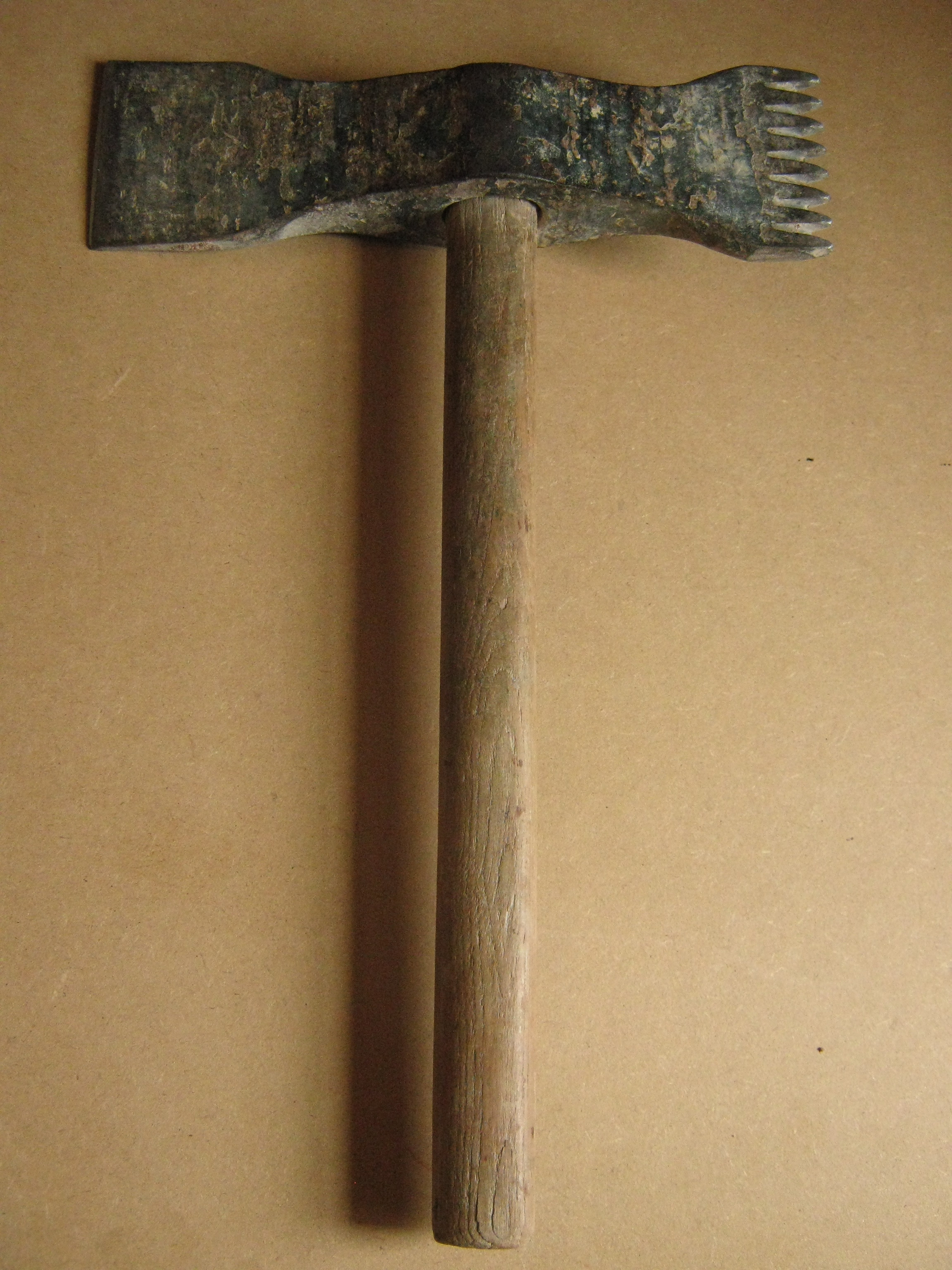
Ein sogenannte Fläche, die sowohl als Glattfläche als auch als Zahnfläche eingesetzt werden kann.
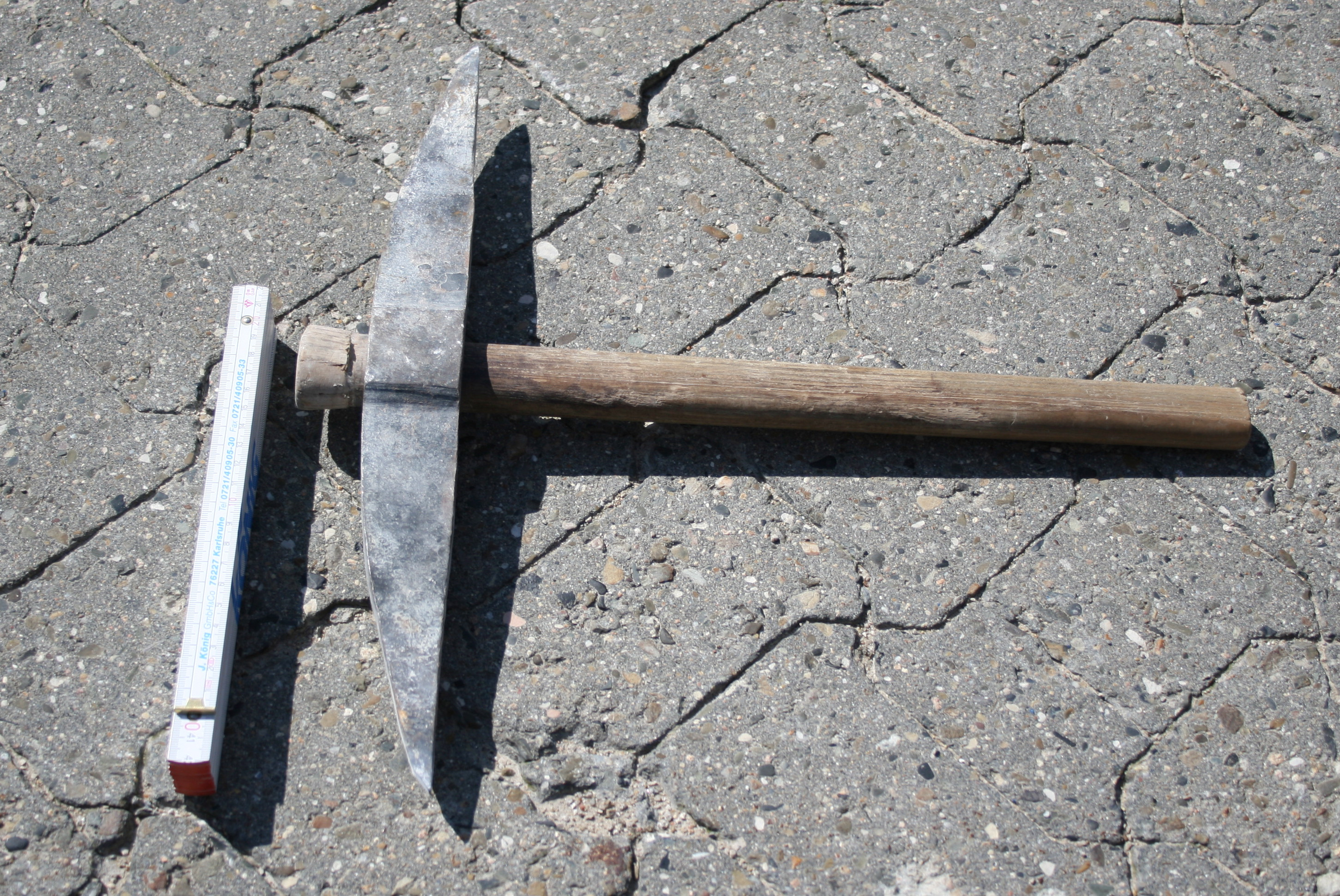
Zweispitz
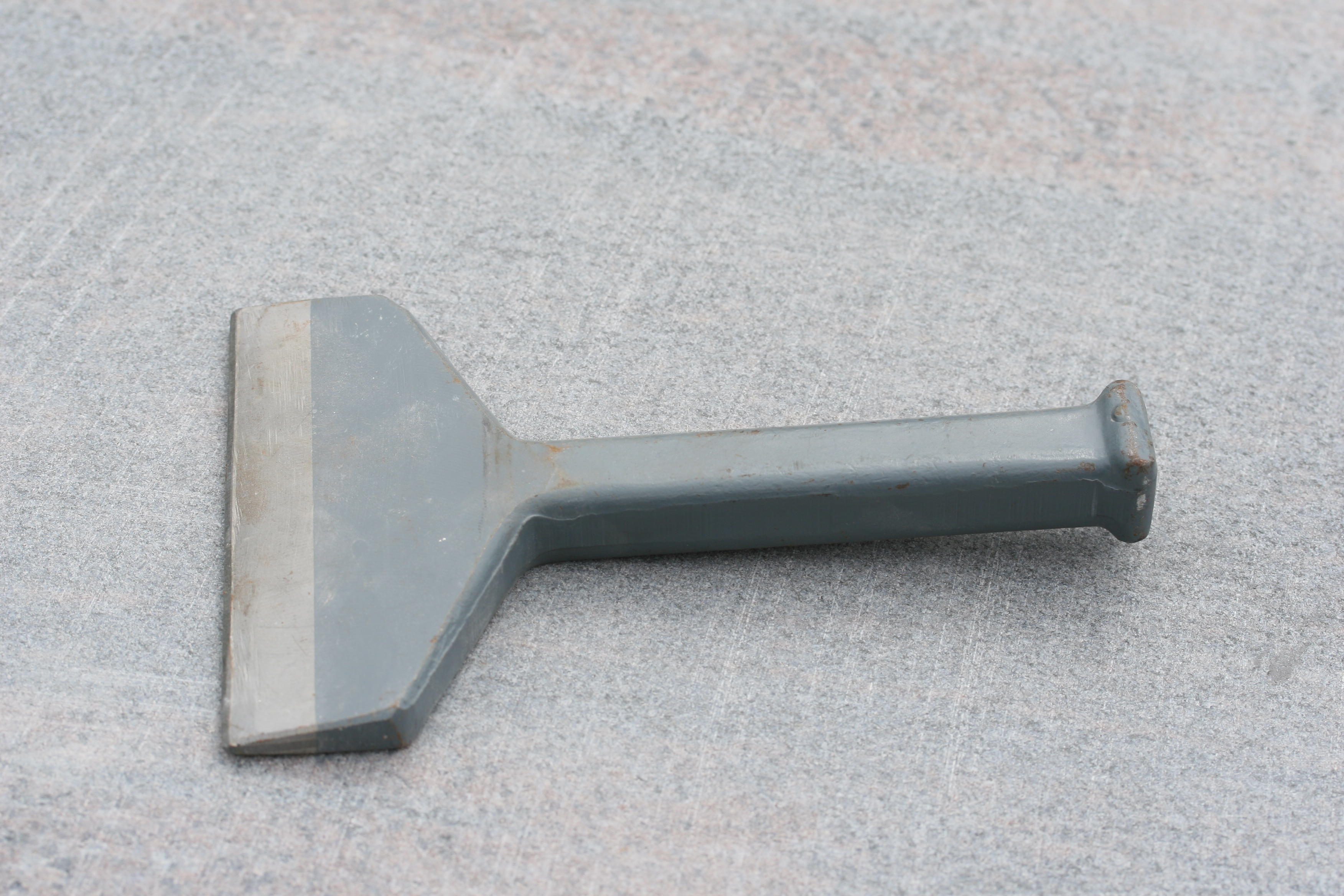
Scharriereisen (Abbildung eines aktuellen Werkzeugs mit einem Hartmetalleinsatz in der Schneide)

## Standardwerk
Das bisherige Standardwerk für historische Steinbearbeitungsspuren von Karl Friedrich entstand 1932. Es befasste sich ausschließlich mit den Steinoberflächen und den Spuren an historischen Bauwerken aus Naturstein. Es ermöglichte damit die zeitliche Zuordnung der Bauwerke. Diese Erkenntnisse übernimmt das neue Buch als Ausgangspunkt und erweitert sie um wesentliche Details.
Dass die Errichtung steinerner Bauwerke im Mittelalter planerische Vorarbeiten erforderte, ließ sich bislang nicht umfassend belegen. Der Autor weist unter Heranziehung zahlreicher Quellen nach, dass es eine Werkplanung im Mittelalter gegeben haben muss. Aus den Planrissen wurden Schablonen im Maßstab 1:1 hergestellt und auf die anzufertigenden Werksteine übertragen.
Das Buch von Völkle richtet sich nach einer Rezension im Magazin „Monumente“ der Deutschen Stiftung Denkmalschutz an Steinmetze, Restauratoren, Denkmalpfleger, Kunsthistoriker, Bauforscher und Architekten, aber ebenso an interessierte Laien.

## Autor
Der Autor dieses Fachbuchs wurde 1965 im Südschwarzwald geboren und ging in Basel zur Schule. Er erlernte das Steinmetz- und Steinbildhauerhandwerk in Freiburg im Breisgau. Ab 1992 erhielt er eine Anstellung an der Münsterbauhütte Ulm, wo er als Hüttenmeister arbeitete. Seit 2006 ist er Betriebsleiter der Berner Münsterbauhütte. Im Rahmen seiner Aufgaben befasst er sich mit historischen Steinoberflächen und ihren Werkzeugspuren auf seinem Arbeitsplatz und darüber hinaus.
Des Weiteren ist für Völkle auch die Zeichentechnik der gotischen Steinbautechnik ein bedeutsames Erkenntnisfeld, was sich auch in seinem Buch niederschlug und er beteiligt sich an der Bauforschung des Berner Münsters.